# Magyarbél
Magyarbél (szlovákul Veľký Biel, korábban Maďarský Biel) község Szlovákiában, a Pozsonyi kerület Szenci járásában. Közigazgatási területe 10,1 km².

## Fekvése
A Kisalföld északnyugati peremén, Pozsonytól 17 km-re északkeletre, a nagyszombati országút mellett fekszik.

## Története
A települést 1294-ben "Beel" néven említik először a pozsonyi vár tartozékaként. Malombél 1323-ban szerepel először írott forrásokban, később Kisbél, illetve Németbél néven említik. A Bély család (Bély Péter, említve 1434-ben) itt volt birtokos, a családot először 1320-ban említik. 1655-ben III. Ferdinánd király megerősíti Bély György és fiainak nemességét, s új királyi adományt ad nekik Magyarbélre, a "magyarbéli" nemesi előnév viselésével. A község további birtokosai a Földes, Szülö, Horváth és Molnár családok voltak. A 18. század közepén a Sipkovitz és Dadányi családok szereztek itt birtokot. Utolsó birtokosa az Uhlík nagybirtokos család volt.
Kisbél az Orosz család birtoka volt. A 16. században horvát telepesek érkeztek a községbe. 1719-től itt építtette fel a Csáky család az ország egyik legnagyobb kastélyát. Lakói mezőgazdasággal, gyümölcs- és zöldségtermesztéssel foglalkoztak.
Vályi András szerint "Magyar Bél. Magyar falu Posony Vármegyében, lakosai katolikusok, fekszik Szentzhez nem meszsze, földes Ura Hertzeg Battyáni, Magyar Ország Primássa, és Esztergomi Érsek, nevezetes igen Uri kastéllyárol, mellyet MDCCXXVII. esztendőben néhai Gróf Csáky Imre Kardinális, volt Kalotsai Érsek építtettett. A’ kastélynak szegeletei négy tornyokkal ékesíttettek, a’ közepén lévő toronyban pedig verő óra alkalmaztattatott; a’ kastélybéli szobák, és Zála olly méltoságosak, hogy akarmelly Hertzegnek illő lakást adhatnak; fekvése nem kevésbé ékes. A’ Magyar Királyok, Kiralynék, és a’ GRÓF CSÁKY, ESZTERHÁZY, ÉS KOHÁRI nagy Nemzetségekböl származott Vitézek, ’s némelly tsatáknak képzeltetésével is díszeskedik. Ezek között találtatik Hertzeg EUGÉNIUS is, még pedig testének nagyságában. Nevezetes továbbá a’ Kastélybéli templom mellynek oltára veres márványból méltoságosan készíttetett, felette vagyon Szent Pál e’ felül íratal, Saule, Saule, cur me persequeris! mellette vagyon a’ szép Úri kert, mellyböl egy igen kellemetes erdő szemléltetik, más oldalán pedig a’ szőlö hegyek. Határja jó termékenységű, réttye, legelője tágas, fája mind a’ két féle, itatója alkalmatos, vagyonnyainak eladására jó módgya, első Osztálybéli." 
"Német Bél. Posony Vármegyében, földes ura a’ Királyi Kamara, lakosai németek, és katolikusok, fekszik az előbbenitől nem meszsze. Határjának tulajdonságai is hasonlítanak az előbbenihez, ’s ez is első Osztálybéli.
" 
Fényes Elek szerint "Magyar-Bél, magyar helység, Pozson vgyében. Fekszik ut. p. Cseklész és Szencz között, az országúttól nyugotra: 945 katholikus, 3 evang., 7 óhitű, 62 zsidó lak. Ékesiti a Góka uraság roppant várkastélya, mellyet hajdan gr. Csáky Imre cardinális épittetett, s honnan a keletre terjedő rónaságra igen gyönyörű és távoli kilátás esik. Van itt továbbá egy kath. paroch. templ.; tehenészet, 2-ik osztálybeli bort termő szőlőhegy, erdő, termékeny szántóföld, és sok gyümölcs, mellyet Pozsonba és Csallóközbe hordanak el. Cseresznyéjük különösen hires. F. u. Góka Miklós."
"Németbél, magyar falu, Poson vmegyében, Magyarbéltől egy fertály járásra. Számlál 180 kath. lak. Ut. p. Cseklész.
" 
A trianoni békeszerződésig Pozsony vármegye Szenci járásához tartozott. Magyar- és Németbélt 1960-ban egyesítették. Napjainkban a fővároshoz való közelségének és jó megközelíthetőségének eredményeként a szuburbanizáció egyik célpontja.

## Népessége
| Év:            | 1994. | 2004.    | 2014.    | 2024.    |
| -------------- | ----- | -------- | -------- | -------- |
| Emberek száma: | 1998  | 2203     | 2427     | 3064     |
| Eltérés:       |       | +10,26 % | +10,16 % | +26,24 % |

| Év:            | 2023. | 2024.   |
| -------------- | ----- | ------- |
| Emberek száma: | 3035  | 3064    |
| Eltérés:       |       | +0,95 % |

A lakosság aránya a 20. század utolsó éveiben megfordult, az ősi magyar településen 1991-ben még a magyarok voltak többségben. Ekkor 1085 magyar és 1010 szlovák lakosa volt, a magyarok aránya 51,22%. 2001-ben a magyar lakosság aránya 41,37%-ra fogyott, míg a szlovákoké 55,47%-ra nőtt.
1880-ban Magyarbél 1085 lakosából 892 magyar, 94 szlovák, 58 német anyanyelvű, 4 idegen és 37 csecsemő; ebből 1021 római katolikus, 48 zsidó, 14 evangélikus, továbbá 1-1 pravoszláv és református vallású volt. Németbél 173 lakosából 146 magyar, 13 szlovák, 7 német anyanyelvű, 2 idegen és 5 csecsemő; ebből 166 római katolikus és 7 zsidó vallású.
1890-ben 1058 lakosából 984 magyar és 52 szlovák anyanyelvű volt. Németbélen 174 magyar és 4 szlovák anyanyelvű volt.
1900-ban 1127 lakosából 1077 magyar és 26 szlovák anyanyelvű volt. Németbélen 181 magyar és 13 szlovák anyanyelvű volt.
1910-ben Magyarbél 1140 lakosából 1089 magyar, 44 szlovák, 4 német és 3 egyéb anyanyelvű volt. Németbél 201 lakosából 196 magyar, 4 szlovák és 1 német anyanyelvű.
1921-ben 1328 lakosából 1162 magyar és 132 csehszlovák volt. Németbélen 214 magyar és 12 csehszlovák volt.
1930-ban 1604 lakosából 1210 magyar és 300 csehszlovák volt. Németbélen 267 magyar és 2 csehszlovák volt.
1941-ben 1351 lakosából 1294 magyar és 55 szlovák volt. Németbélen 249 magyar volt.
1970-ben 2658 lakosából 1541 magyar és 1093 szlovák volt.
1980-ban 2513 lakosából 1228 magyar és 1256 szlovák volt.
1991-ben 2118 lakosából 1085 magyar és 1010 szlovák volt.
2001-ben 2163 lakosából 1200 szlovák és 895 magyar volt.
2011-ben 2304 lakosából 1515 szlovák, 702 magyar, 17 cseh, 8 német, 2-2 ruszin, szerb és morva, 1-1 ukrán, lengyel, horvát, orosz és bolgár, 11 más, valamint 40 ismeretlen nemzetiségű volt.
2021-ben 2975 lakosából 2196 (+65) szlovák, 536 (+71) magyar, 1 (+3) cigány, 3 (+1) ruszin, 52 (+5) egyéb és 187 ismeretlen nemzetiségű volt.

## Neves személyek
- Itt született 1606-ban Bosnyák István nyitrai, pécsi és veszprémi katolikus megyés püspök.
- Itt született 1761-ben Vörös József plébános, alesperes, Komárom vármegye és az érseki szék táblabírája.
- Itt született 1805-ben Szabó János Nepomuk egyetemi tanár, esztergomi kanonok.
- Itt tanult Bauer Győző szlovákiai magyar orvos, farmakológus, diplomata.

## Nevezetességei

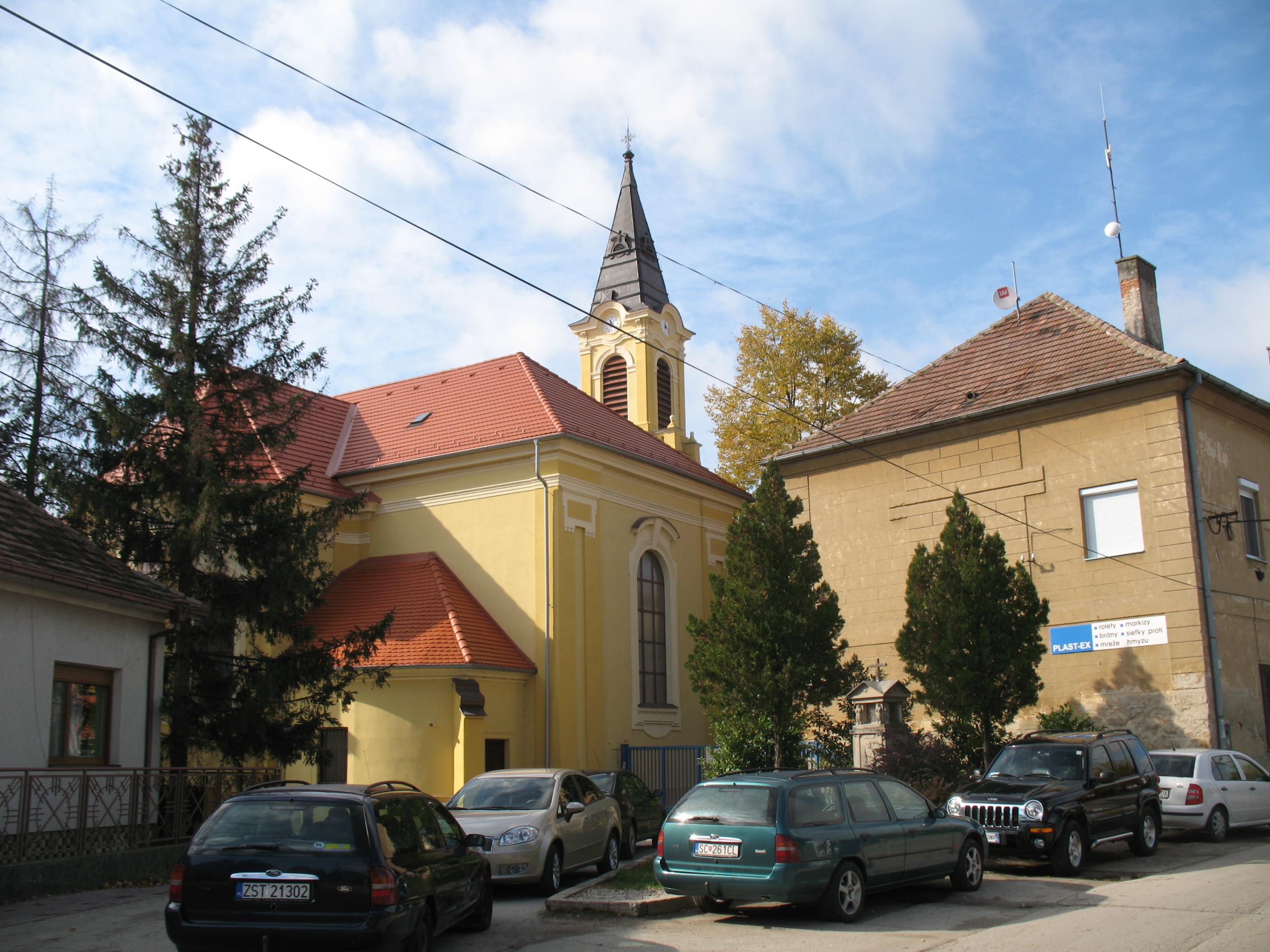
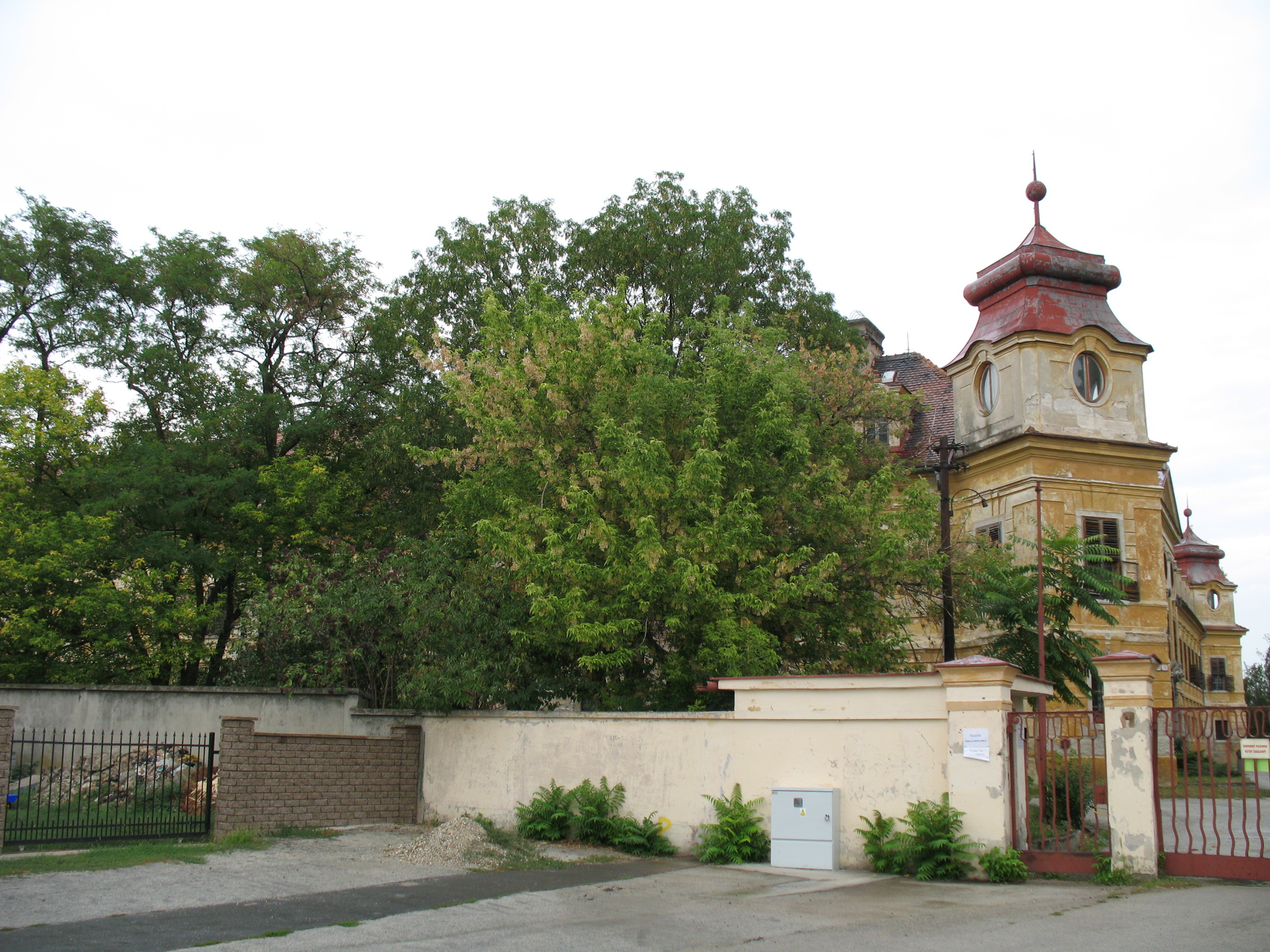
Kastély
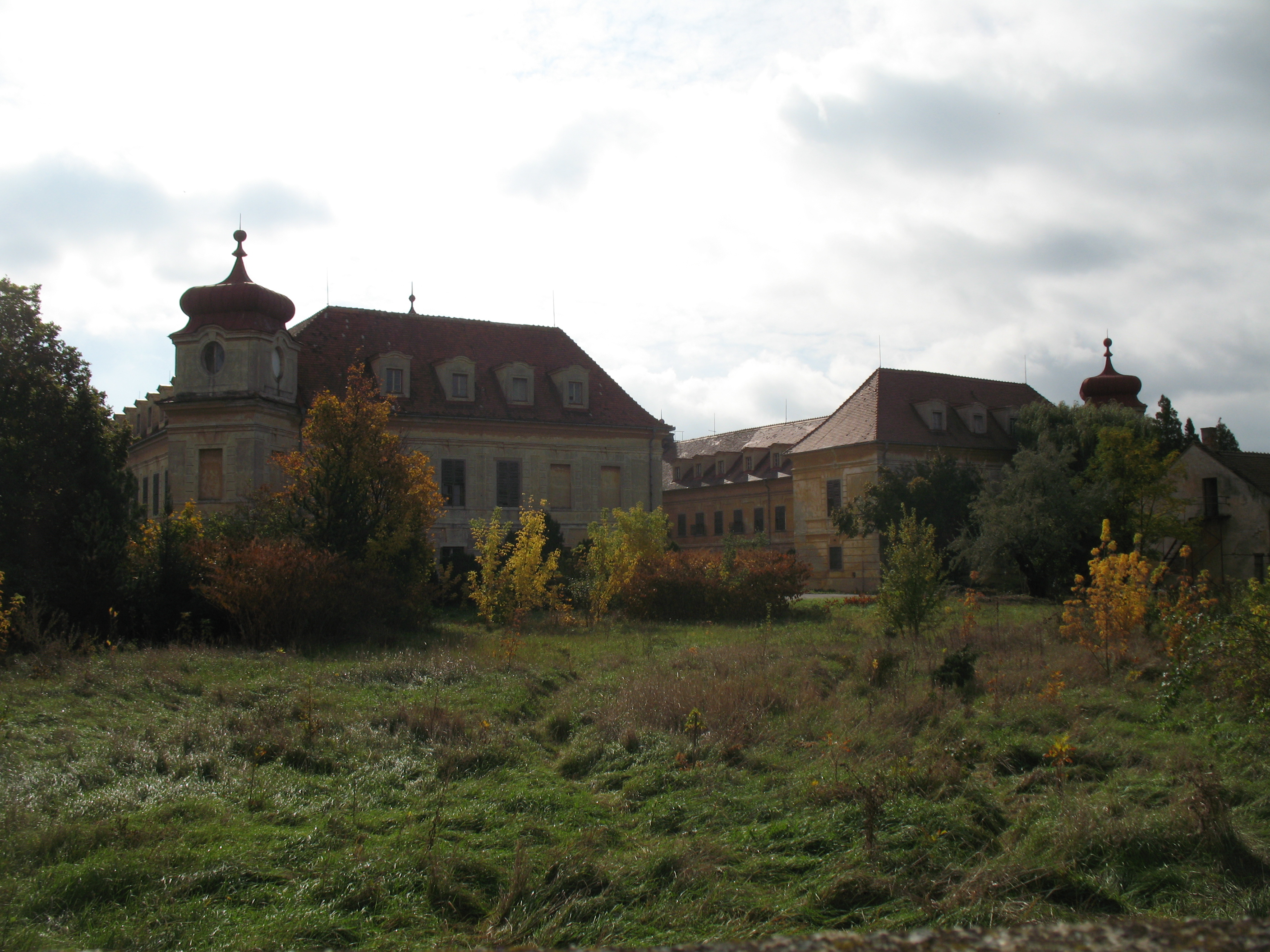
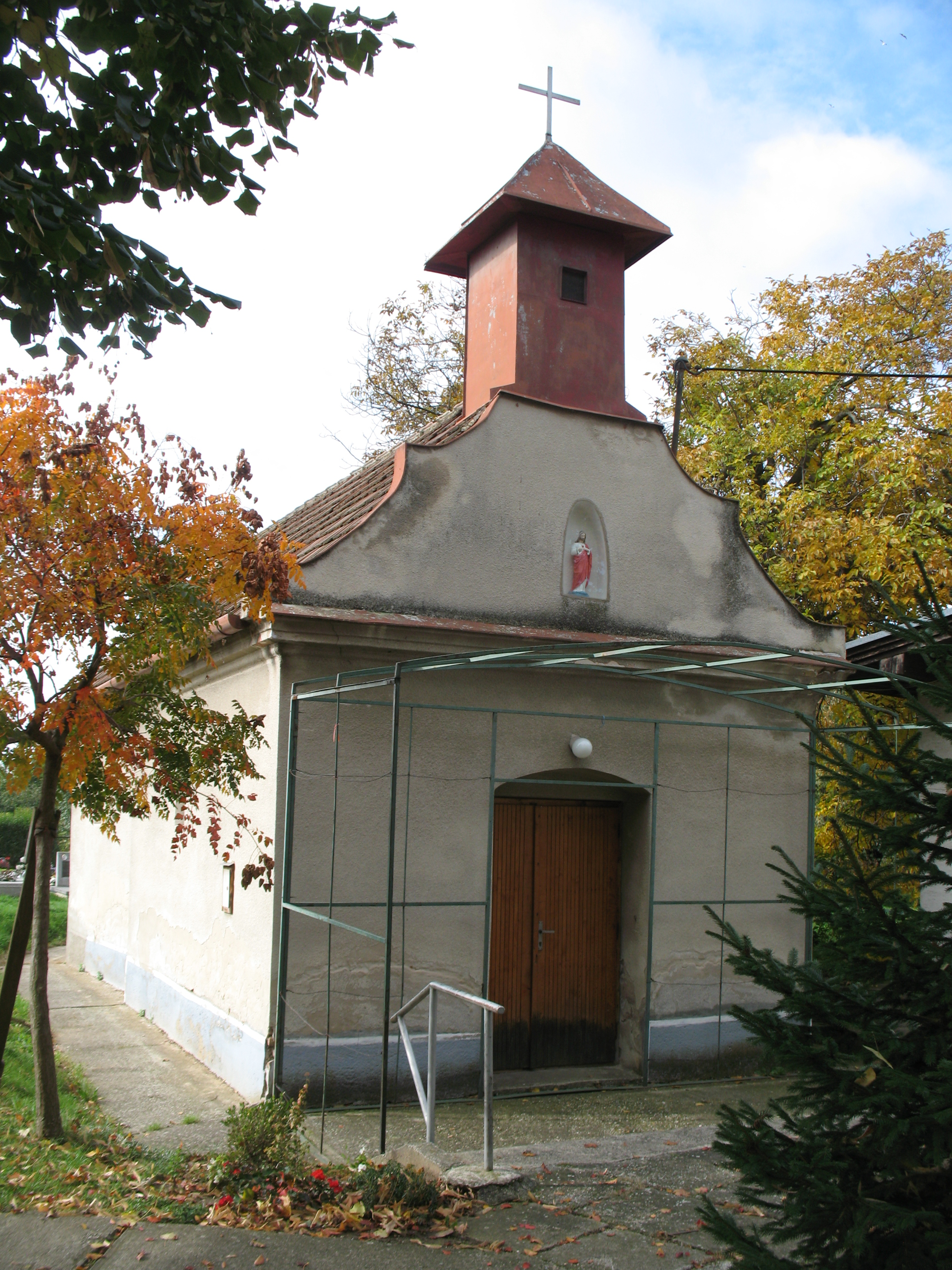
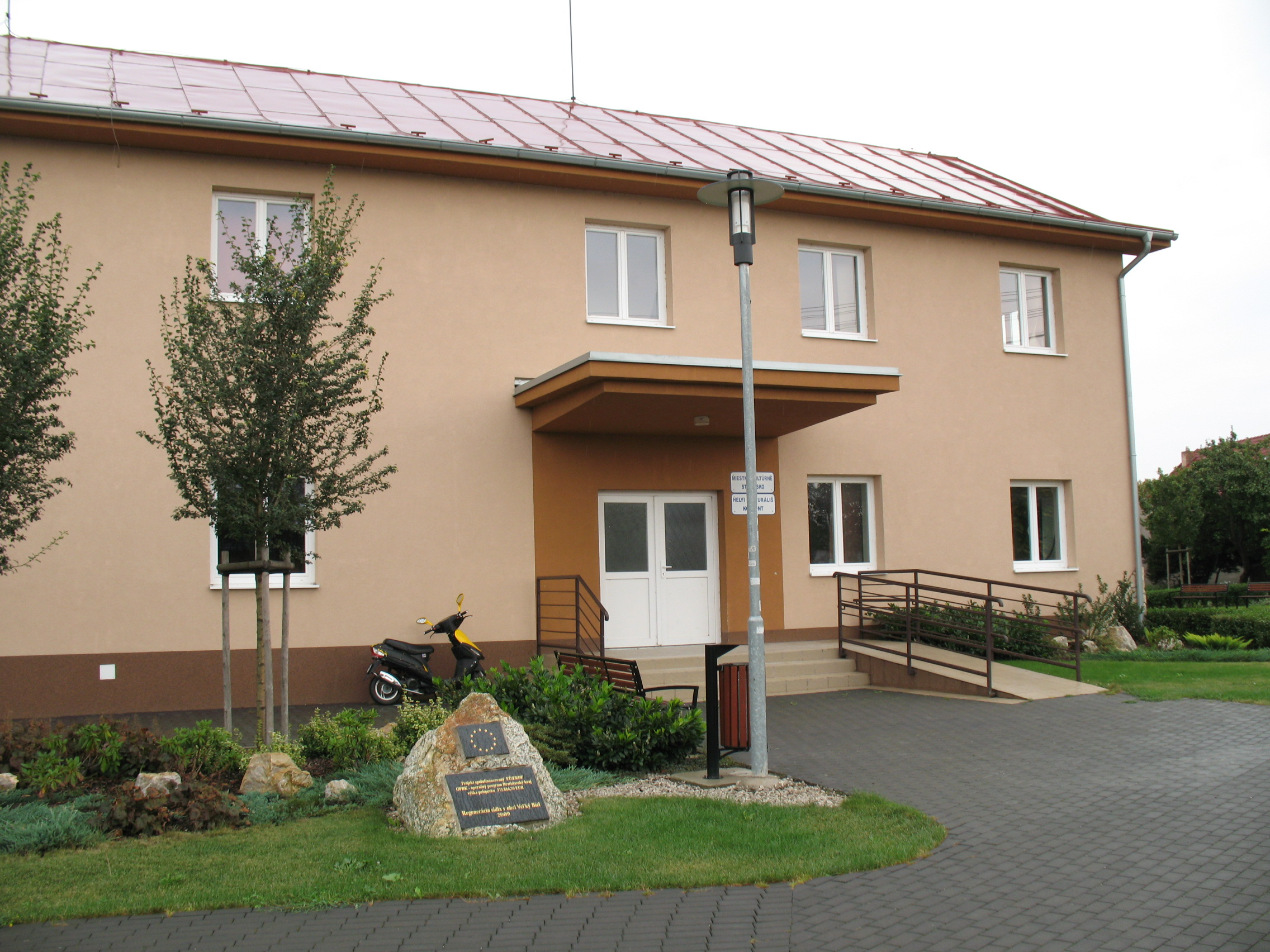
Kulturális központ
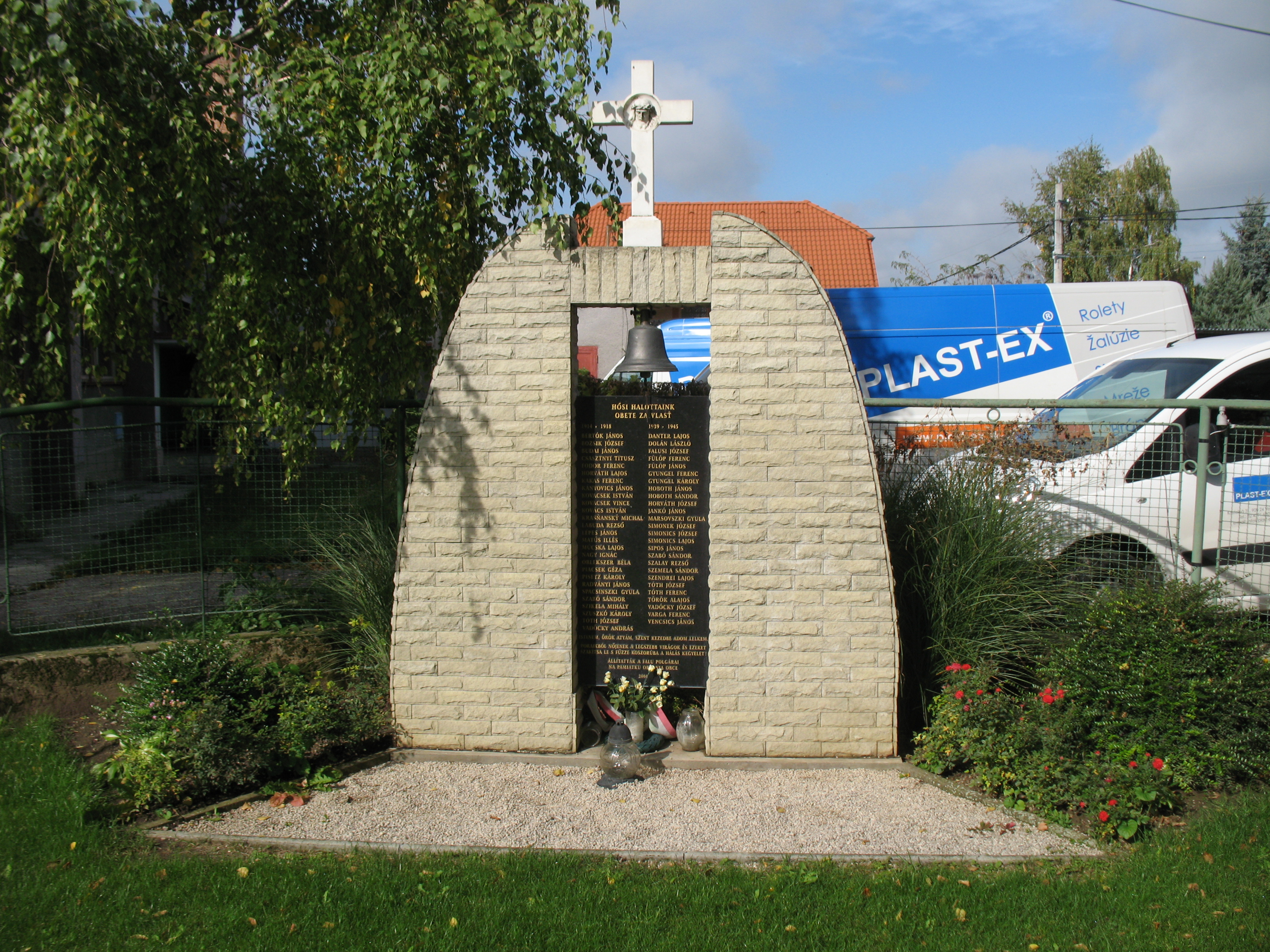
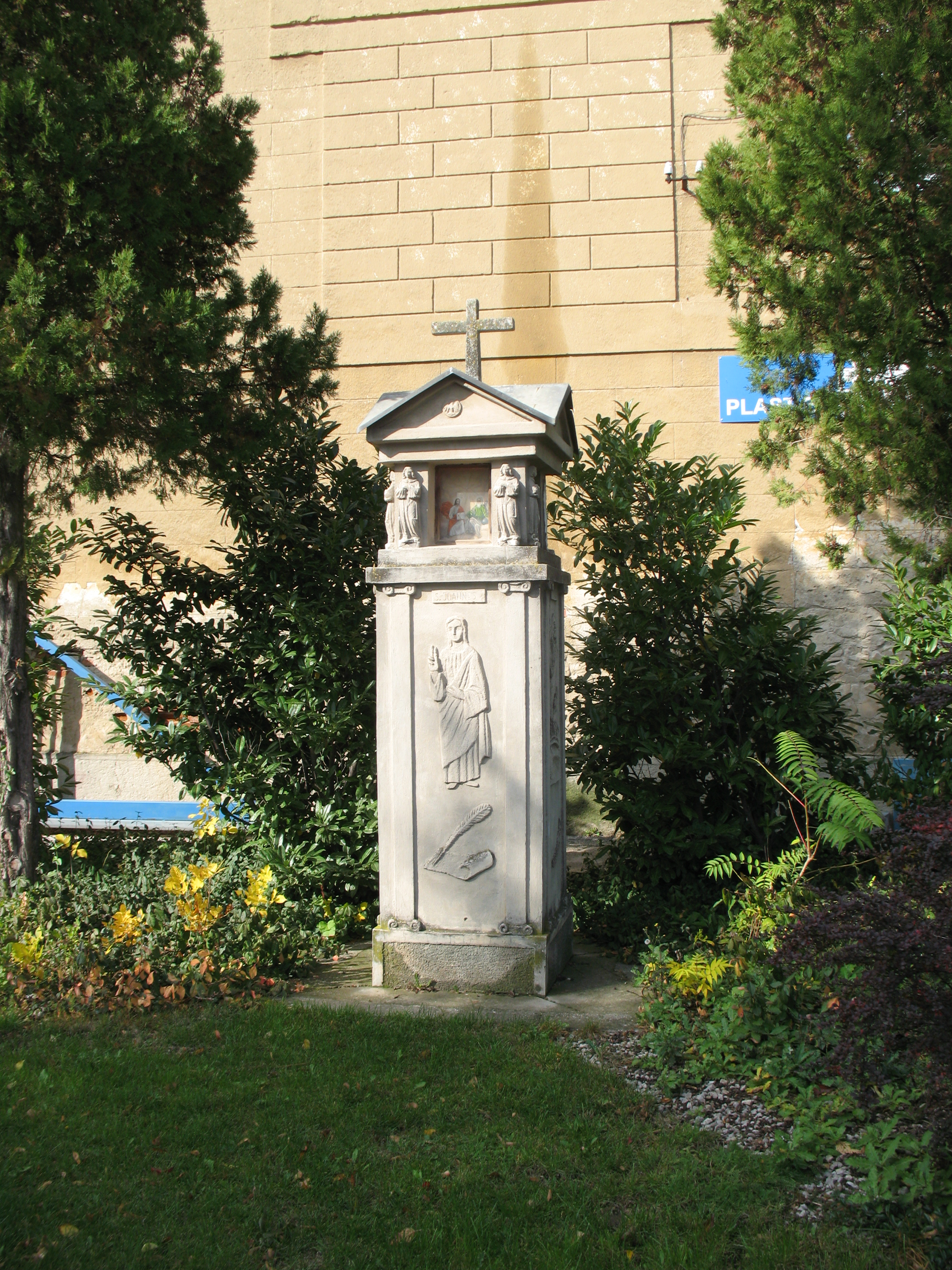
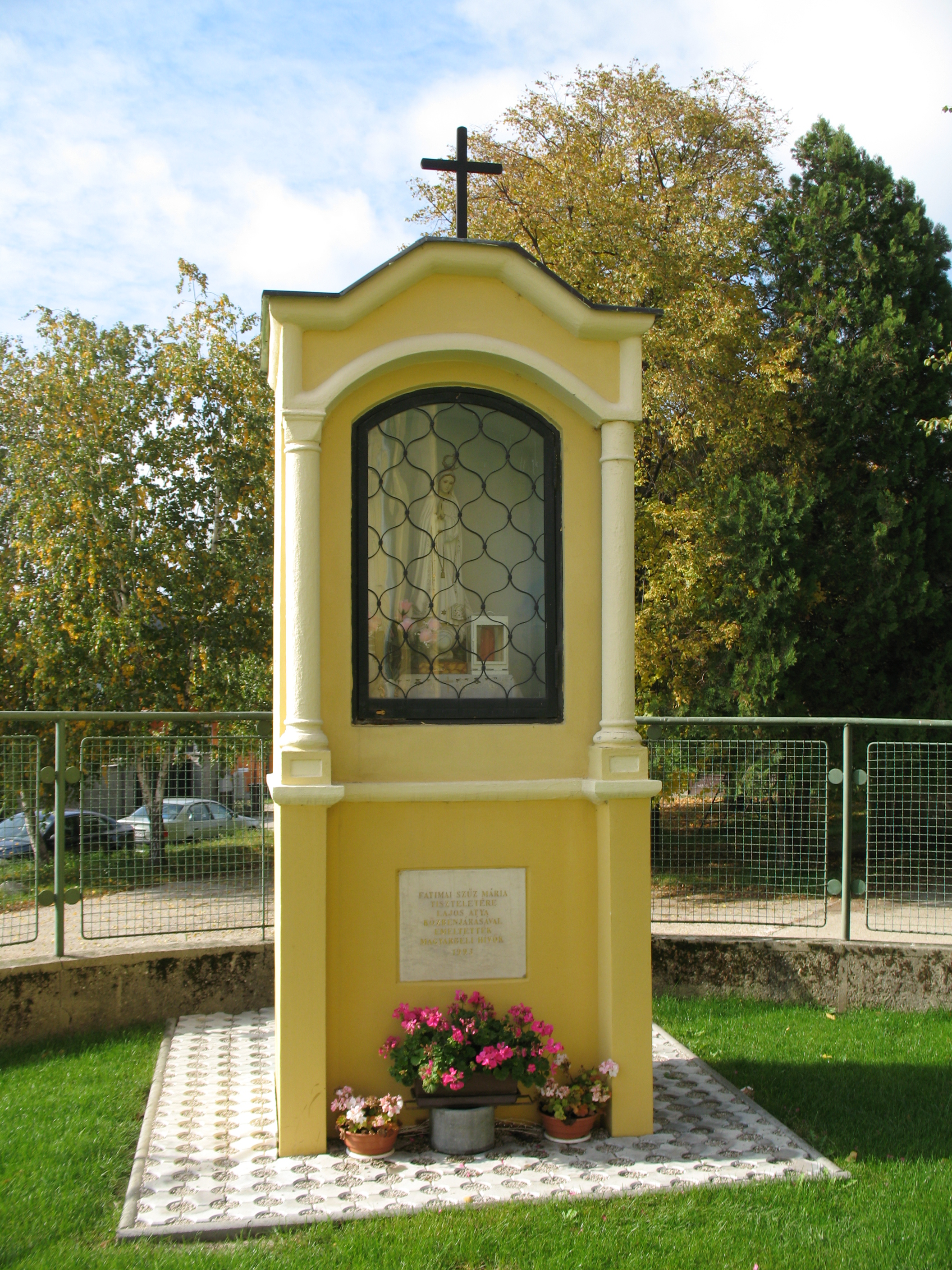
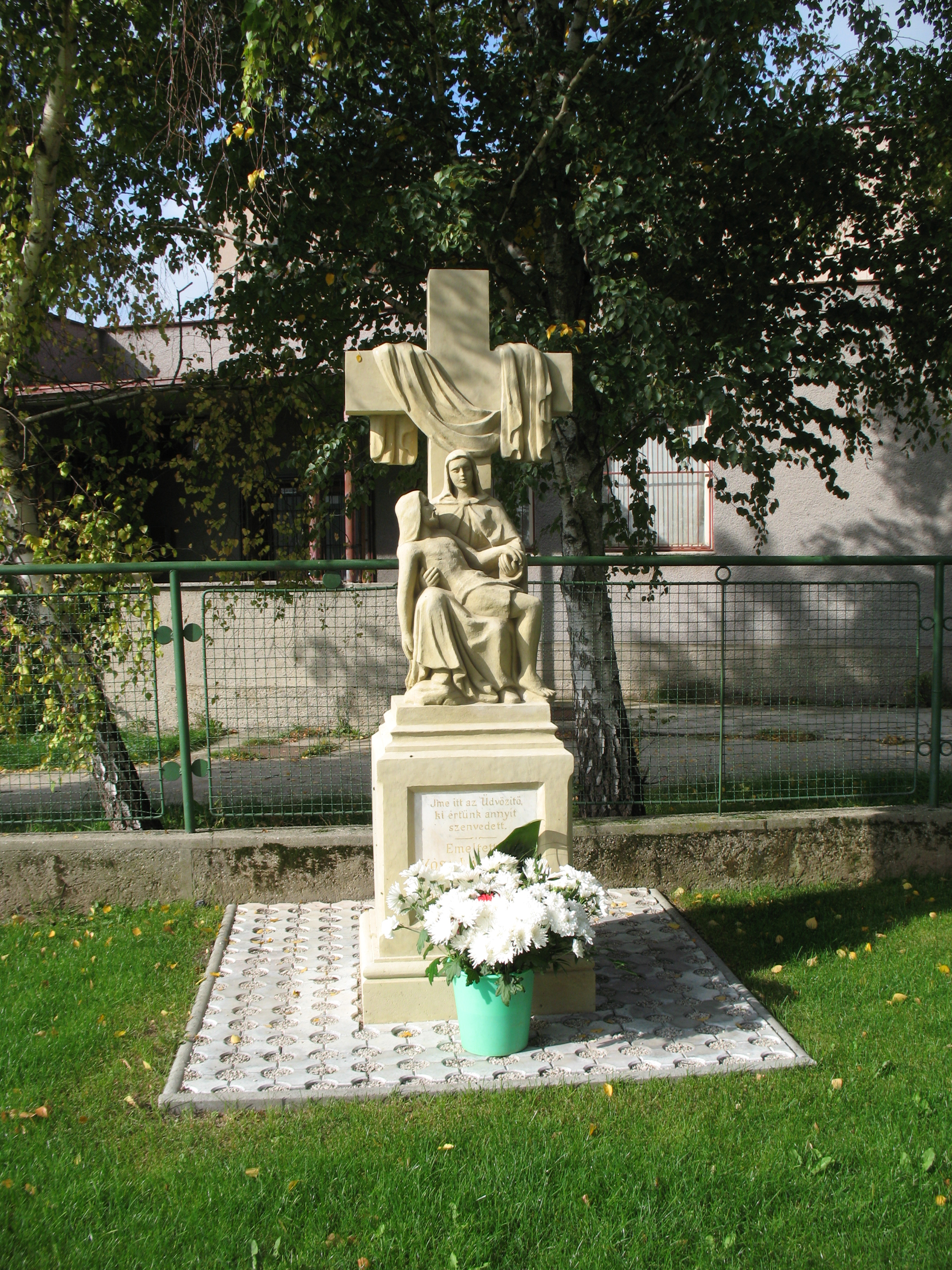
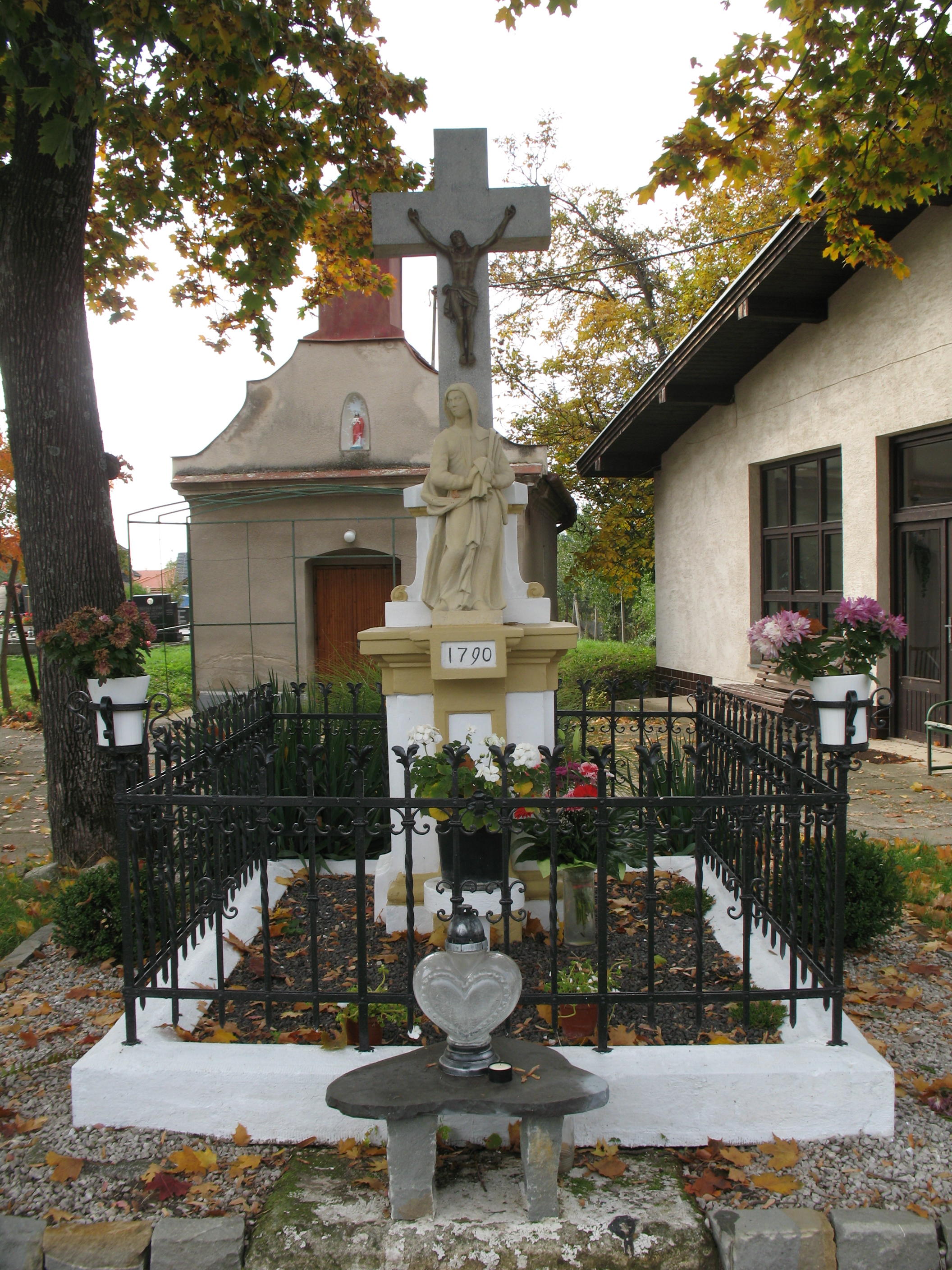
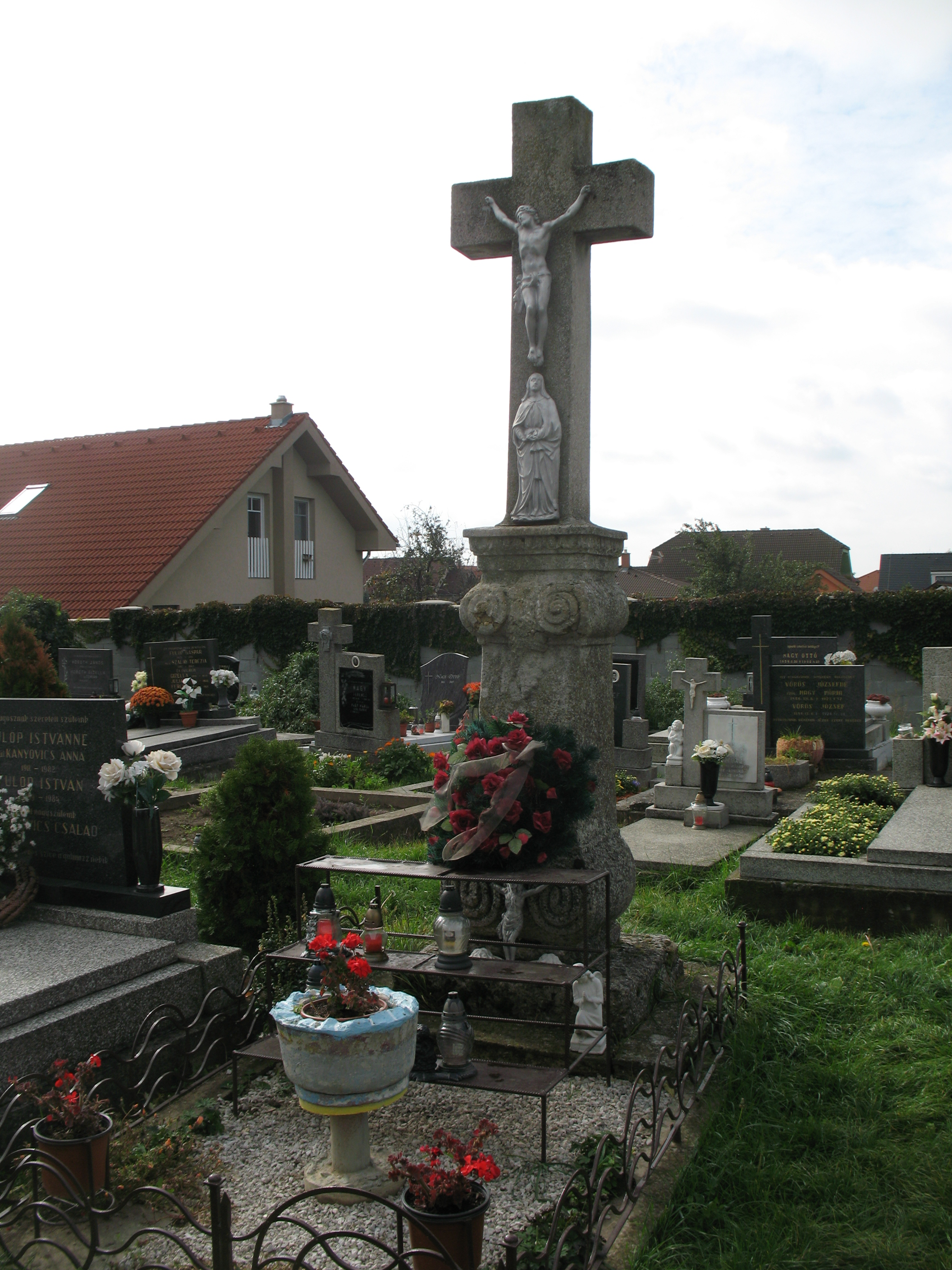

- A Szent Kereszt Felmagasztalása tiszteletére szentelt római katolikus temploma 1728-ban épült barokk stílusban. A templomot gróf Csáky Imre kalocsai érsek építtette.
- Itt áll Szlovákia legnagyobb kastélya, amelyet gróf Csáky Imre püspök építtetett 1722 és 1725 között barokk stílusban. 1945-ben találat érte, ekkor a homlokzat megrongálódott, a tető leégett. 1958 és 1961 között állították helyre. A kastély sarkain egy-egy toronnyal, egy főtoronnyal, pazar lépcsőcsarnokkal és díszteremmel, korabeli freskóival pompás látnivaló. 2006-ig szociális otthon működött benne, a tervek szerint képtárat alakítanak itt ki.
- A németbéli Szent László kápolna 1732-ben épült barokk stílusban, 1776-ban felújították.
- A falu temetőkápolnája a 19. század végén épült.

## Testvértelepülés
- Szany, Magyarország